# Plaza de toros de Benidorm
La plaza de toros de Benidorm es el coso taurino de la ciudad española de Benidorm.
Fue inaugurada el 8 de julio de 1962 con una corrida mixta de los rejoneadores Ángel y Rafael Peralta y los matadores Paco Camino, Jaime Ostos y Juan García Mondeño. Cuenta con un aforo de 10 160 espectadores.
La plaza de toros ha sido y es sede de numerosos eventos culturales y de ocio, desde el Festival de la Canción de Benidorm hasta festivales como el Low Cost.
En 2018 se reportó su mala situación estructural que desaconseja la realización de grandes eventos.